# Шлам буровий

Шламовий амбар.

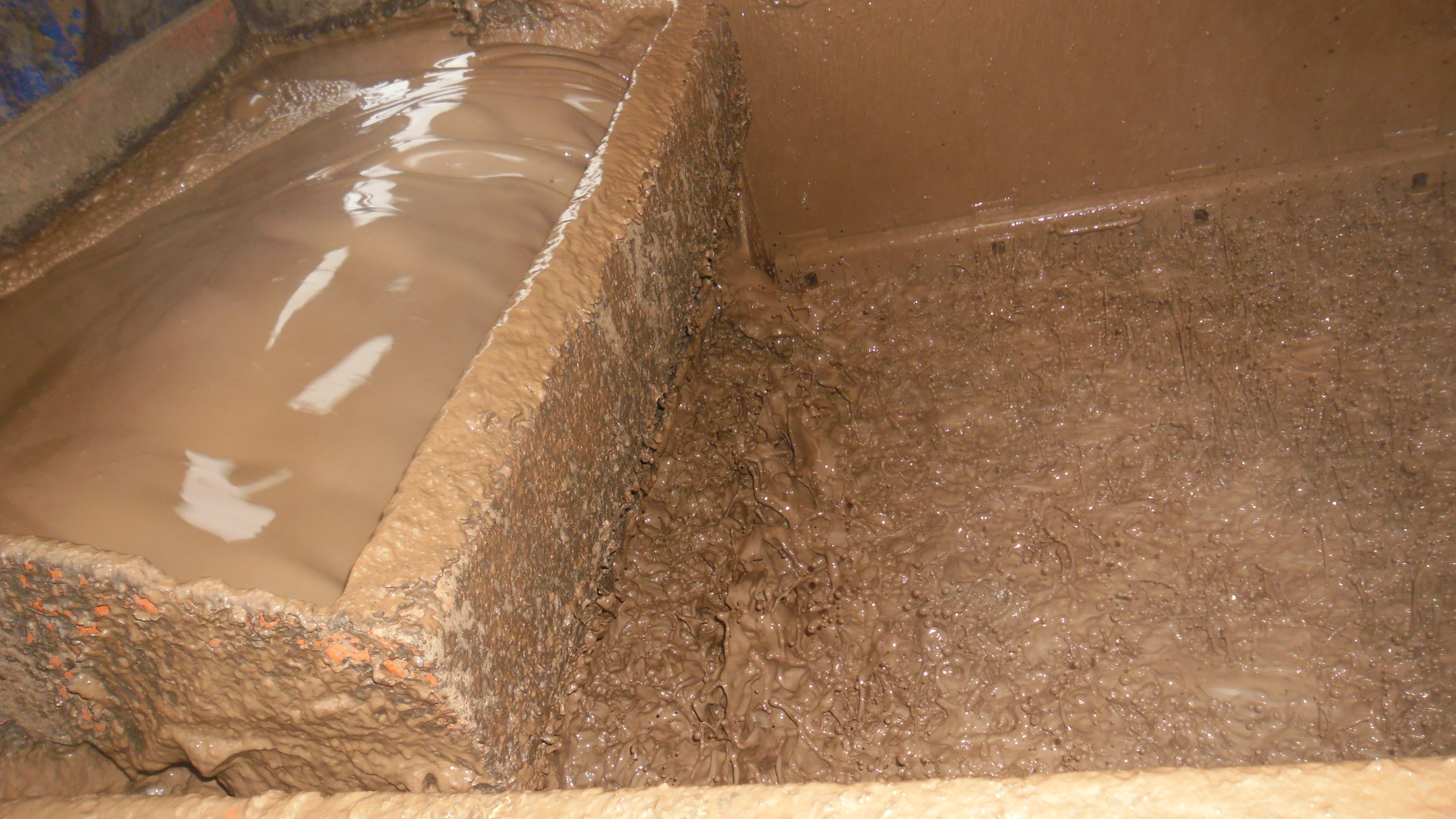
Обробка бурового розчину, що вміщає буровий шлам, на ситі.

Шлам буровий (англ. cuttings, drilling cuttings, drilling returns; нім. Bohrschlamm m) — уламки розбурюваних гірських порід, які виносяться зі свердловини в процесі її буріння на поверхню висхідним потоком промивної рідини й відбираються для визначення літології розрізів свердловин і їх кореляції. При бурінні пошукових та розвідувальних свердловин відбирається через 3—5 м проходки. Це дає відомості про літологічний склад розкритих порід по всьому розрізу свердловини. Шлам необхідно прив'язувати до тієї глибини, на якій він був розкритий свердловиною. Для цього необхідно зробити розрахунки за рівнянням, яке враховує відставання піднімання шламу на поверхню рідиною в процесі буріння свердловини. Глибина, з якої відібрано керн h1 = h2 V1 /V2 , де h2 — глибина, на яку поглиблено свердловину протягом часу піднімання шламу з вибою на поверхню; V1 — швидкість піднімання промивної рідини з урахуванням продуктивності насосів; V2 — механічна швидкість буріння свердловини.